# Matt Blank
Pour les articles homonymes, voir Blank.
Clarence Matthew Blank (né le 5 avril 1976 à Texarkana, Texas, États-Unis) est un lanceur gaucher de baseball ayant joué dans les Ligues majeures pour les Expos de Montréal en 2000 et 2001.

## Carrière
Matt Blank est un choix de 11e ronde des Expos de Montréal en 1997 alors qu'il évolue à la Texas A&M University à College Station dans l'État du Texas.
Il joue son premier match dans les majeures avec Montréal le 3 avril 2000. Il effectue 13 sorties comme lanceur de relève durant cette première saison et affiche une moyenne de points mérités de 5,14 en 14 manches lancées. Il subit une défaite comme seule décision.
En 2001, les Expos donnent un essai au gaucher comme lanceur partant. En plus de quatre départs dans ce rôle au cours de la saison, il effectue une sortie en relève, pour un total de 22 manches et deux tiers au monticule. Sa moyenne de points mérités s'élève à 5,16 et il remporte deux victoires contre deux défaites. Son premier gain dans le baseball majeur est enregistré le 16 juin 2001 au Stade olympique de Montréal contre les Blue Jays de Toronto.
Blank et Jim Brower, un autre lanceur, sont échangés par les Expos le 30 avril 2003 aux Giants de San Francisco en retour du partant Liván Hernández et du joueur de troisième but et receveur Edwards Guzmán. Blank lance en ligues mineures avec des clubs affiliés à diverses franchises de 2002 à 2006 sans obtenir de nouvelle chance au niveau majeur.
Matt Blank a disputé 18 parties dans le baseball majeur, dont 14 comme lanceur de relève. Sa moyenne de points mérités est de 5,15 en 36 manches et deux tiers lancées, avec deux victoires, trois défaites et 15 retraits sur des prises. Il a porté le numéro 50 avec les Expos.